# IC 3568
IC 3568 je na razpolovljeno limono spominjajoča planetarna meglica, ki leži 4500 svetlobnih let proč od Zemlje v ozvezdju Žirafe, le 7,5°  proč od Severnice. Za planetarno meglico je precej mlada in ima jedro premera samo okoli 0,4 svetlobnega leta. Je ena najpreprostejših znanih meglic in je skoraj popolnoma okrogla. Jedro meglice nima dobro razvidne strukture in je večinoma sestavljeno iz ioniziranega helija. Središčna zvezda je svetla rdeča orjakinja in je vidna v amaterskem teleskopu kot zvezda rdečeoranžnega odtenka. Meglico obkroža šibek halo medzvezdnega prahu.